# برده‌داری در اسلام

بازار برده‌فروشان و دختر عجم (نقاشی ژروم)

برده‌داری در اسلام پذیرفته شده و احکام بردگی به‌طور گسترده در متون اسلامی، قرآن، روایات و نظرات فقهی و اخلاقی بزرگان اسلام مطرح شده و مورد تأیید و عمل پیامبر اسلام و ائمه شیعه در عصر خود بوده‌است. محمد، پایه‌گذار اسلام و یارانش در طول حیاتشان بردگان زیادی داشته، خریده، مبادله یا آزاد کردند. در اسلام بردگی به دو صورت ایجاد می‌شود: یکی برده‌سازی غیرمسلمانان که از طریق به اسارت درآوردن آنان انجام می‌شود؛ اما مسلمان را به هیچ وجه نمی‌توان برده ساخت و بردگان مسلمان افرادی هستند که در طول عمر خود مسلمان شده‌اند؛ البته وضعیت‌هایی نیز وجود داشت که در آن، پیروان یک فرقه پیروان فرقهٔ دیگر را به کفر متهم کرده و آنان را به بردگی می‌گرفتند. برده‌سازی مسالمت‌آمیز و بدون جنگ نیز از طریق معامله با قبایل بومی، خریدن یا ربودن افراد و همچنین دریافت برده به عنوان خراج از بعضی سرزمین‌ها رواج بسیاری داشته و امواج بزرگ بردگان معمولاً از طریق معامله وارد جهان اسلام می‌شدند.
در شریعت اسلامی برده ماهیتی دوگانه دارد از سویی به عنوان یک کالای دارای ارزش مالی متعلق به مالک خود است و از سوی دیگر به عنوان یک باشندهٔ انسانی موضوع حقوق و تکالیف است. این حقوق و تکالیف در برخی موارد مشابه افراد آزاد و در برخی موارد متفاوت از آن‌هاست.
به‌طور تاریخی در جهان اسلام برده‌داری اهمیت اقتصادی، اجتماعی و سیاسی زیادی داشته‌است و از بردگان استفاده‌های جنسی و جسمی می‌شده‌است به طوریکه زنان برای استفاده جنسی و مردان نیز برای استفاده جسمی و بیگاری بهره‌برداری می‌شدند و از حقوق بشری برخوردار نبوده‌اند. از بردگان زن معمولاً برای کار خانگی و ارائهٔ خدمات جنسی به مالکانشان استفاده می‌شد (که قرآن آن را اجازه داده‌است)، گروهی نیز به تن‌فروشی وادار می‌شدند -که در قرآن منع شده‌است- و گروهی نیز بر اثر توجه مالک یا برده‌فروش به تعلیم موسیقی و شعر و ادب می‌پرداختند. اما بردگان مرد به کارهای متنوعی از قبیل محافظت از اشخاص، سپاهی‌گری و فعالیت در مزرعه یا کارهای بازرگانی مالک خود مشغول بودند. برخی بردگان مرد نیز اخته شده و به کارهای خانگی گماشته می‌شدند.
افول برده‌داری در سدهٔ نوزدهم و بیستم میلادی به‌طور تدریجی با فشار قدرت‌های استعماری به ویژه بریتانیا و فرانسه که بخش‌های بزرگی از جهان اسلام را به تسلط خود درآورده بودند، اتفاق افتاد.

## نظر معاصران

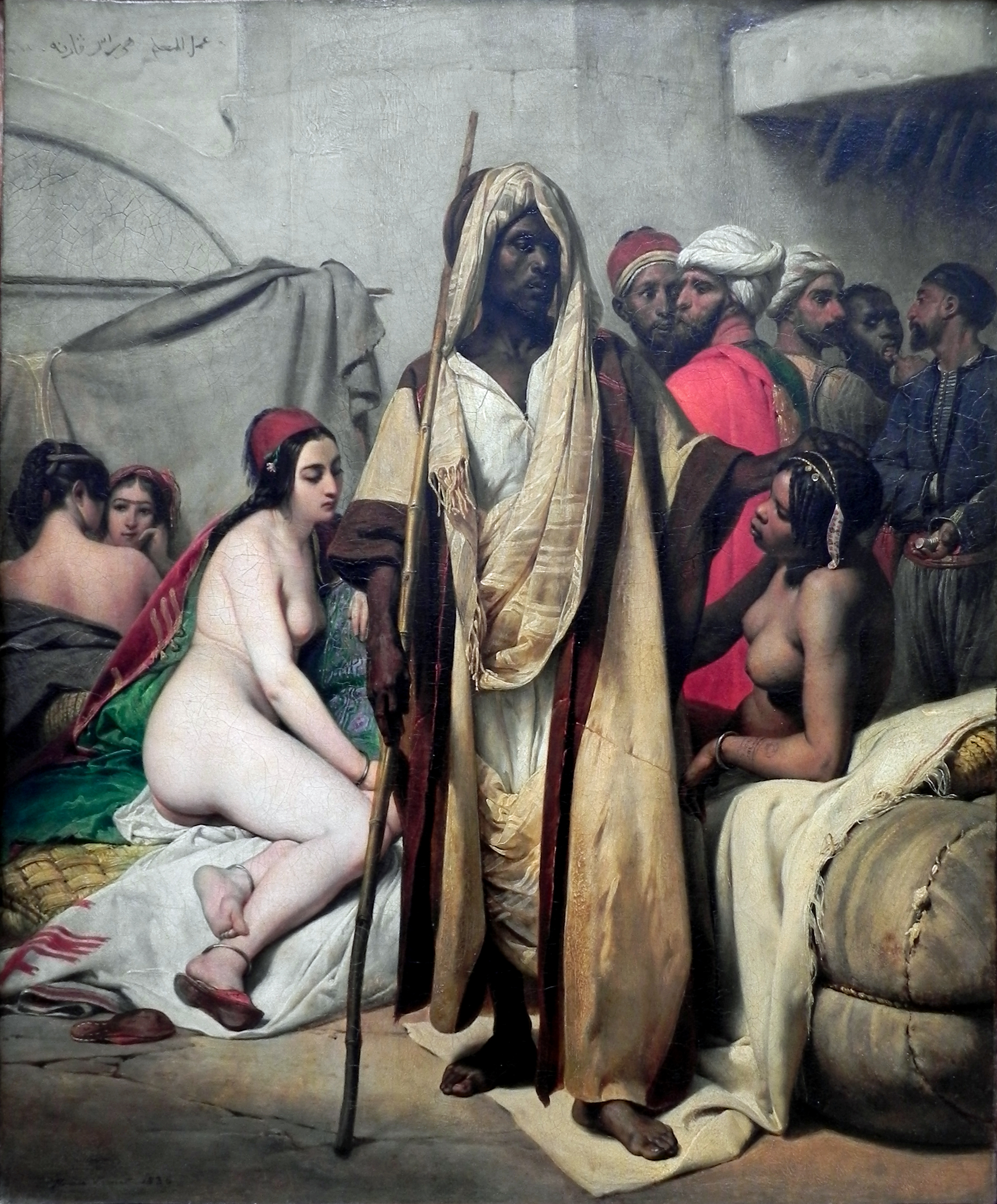
زنان حرمسرا و برده داران

برده‌داری در اسلام از موضوعات چالش‌برانگیز دین اسلام است. اگرچه امروزه برده‌داری در دید عرف امری مذموم و ناپسند بوده و از ضوابط حتمی حقوق بشر به‌شمار می‌رود، ولی همچنان اکثریت روحانیون مسلمان معاصر نسبت به این پدیده سکوت اختیار نموده و حتی گروهی از ایشان، به صراحت از برده‌داری دفاع می‌کنند. برای مثال محمدتقی مصباح یزدی می‌گوید: «مسئله بردگی فی‌الجمله در اسلام پذیرفته شده‌است و ما از آن دفاع می‌کنیم.»
متقابلاً گروهی دیگر از روحانیون معاصر مانند سیدمحمدحسین طباطبائی و سیدمحمود طالقانی، تنها طریق معتبر بردگی را اسارت کفار حربی در جهاد می‌دانند و چنین بردگی‌ای را به لحاظ غیبت فعلی امام زمان، عملاً منتفی می‌دانند. میرزا ابوالحسن شعرانی می‌گوید: «بردگی در شریعت اسلام مجاز است. اما منحصر به آنکه در جهاد شرعی از کفار اسیر بگیرند و در این زمان که امام علیه‌السلام غایب است، موضوع بردگی فعلاً منتفی است» البته بر اساس نظریهٔ ولایت فقیه که حکومت جمهوری اسلامی ایران بر اساس آن تأسیس شده بسیاری از اختیارات امام معصوم به فقیه جامع‌الشرایط منتقل و جهاد شرعی امکان‌پذیر شده‌است.

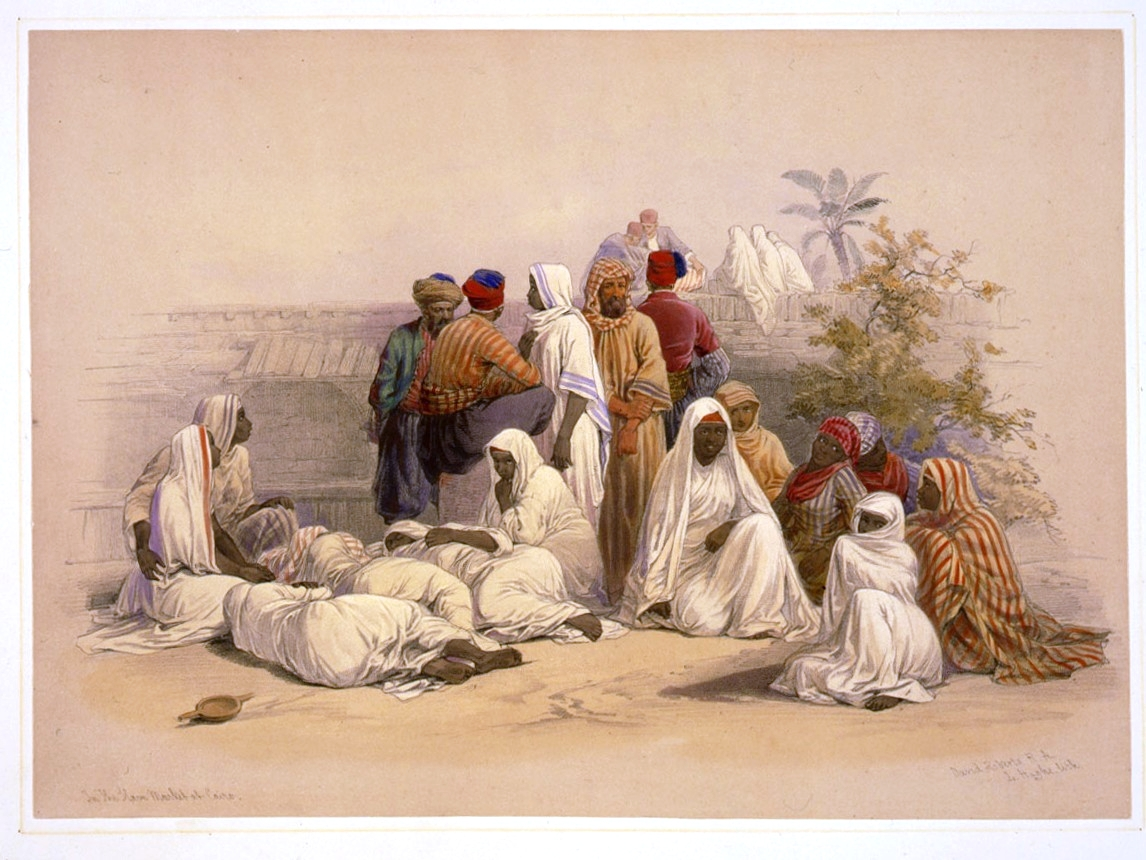
بازار برده‌فروشی در قاهره اثر دیوید رابرتس

مصطفی محقق داماد نیز معتقد است احکام امضایی اسلام به دو دستهٔ «مطلوب» و «تحمیلی» تقسیم می‌شوند. احکام تحمیلی نه به دلیل مطلوبیت و پسندیدگی بلکه به دلیل شیوع عرفی و محذورات اجتماعی در ممنوعیت آن‌ها، مورد تأیید اسلام قرار گرفته‌اند. این دسته احکام مقید به رواج عرفی هستند و اگر در طول زمان متروک شوند، حکم شرع تغییر می‌یابد. وی معتقد است این‌گونه احکام مصادیق زیادی دارند و برده‌داری یکی از آن‌هاست.
سید احمد خان هندی، مجدِّد اجتماعی هند، از این نظر دفاع می‌کند که در قرآن گرفتن بردگان جدید منع شده‌است. امیرعلی هندی نیز رسم بردگی را از رسوم جاهلی می‌دانست که اسلام، تنها به ضرورت زمانه، با آن مدارا نموده در عین آن‌که بالقوّه آن را لغو کرده‌است.

### آزاد کردن بردگان (عتق)

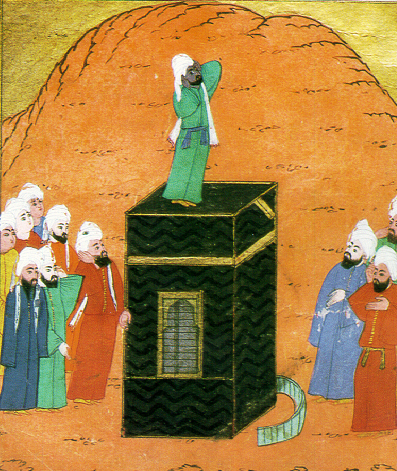
بلال حبشی اولین غلام گرونده به اسلام بوده‌است

فقهای اسلامی در کتاب‌های خود به تبع آیات و روایات بابی را تحت عنوان «کتاب العتق» باز کرده و احکام آن را به‌طور مفصل آورده‌اند، در حالی که برای رقیت و برده‌گیری کتاب مستقلی نیاورده‌اند.
برخی از قوانینی که اسلام برای آزادی بردگان قرار داده‌است:
- قانون عتق به عنوان صدقه: طبق این قانون، آزادی بنده در راه خدا عنوان صدقه بر خود گرفته و بر آن ثواب متفرع شده‌است. رسول خدا فرمود: «هر کس برده مؤمنی را آزاد کند این عملش باعث آزادی او از آتش جهنم خواهد شد».
- قانون عتق به عنوان کفاره: طبق این قانون، خداوند کسانی که با برخی تکالیف او مخالفت عملی کردند، مجازات دنیوی آن را آزاد کردن بنده به نحو تعیین یا تخییر قرار داده‌است.
- قانون عتق بعد از خدمت: مطاق این قانون اگر بنده مؤمنی بعد از هفت سال به مولای خود خدمت کرد آزاد خواهد شد.
- قانون عتق با بیماری خاص: طبق این قانون (که از اسباب آزادی قهری است) اگر بنده به امراضی از قبیل زمین گیر شدن و جذام و کوری مبتلا شود خود به خود آزاد می‌شود.
- قانون تدبیر:مطابق این قانون اگر کسی به برده خود بگوید: تو بعد از مرگ من آزادی، بعد از مرگ مولی (مالکش) این بنده آزاد است.
- قانون کتابت: طبق این قانون اگر بنده با مولایش قرار ببندد که اگر فلان مبلغ را برای او حاضر کند آزاد شود مولا باید به این عهد خود وفا کند.
- قانون سرایت: طبق این قانون اگر چند نفر در یک برده با هم شریک باشند و یکی از شریکان سهم خود را از این برده آزاد کند، سهم‌های دیگر نیز آزاد خواهد شد و این آزادی از اسباب قهری است.
- قانون تنکیل: مطابق این قانون اگر کسی «جنایت فجیعی» نسبت به برده خود انجام دهد؛ مثل اینکه بینی، دو گوش، یا دو لب او را ببرد، این بنده خود به خود آزاد می‌شود.
- قانون جماع: مطابق این قانون اگر کسی بخواهد می‌تواند و اشکالی ندارد با کنیز خود وطی دبر (نزدیکی از عقب) نماید و اشکالی ندارد در حالی که با همسر خود حتی به شرط رضایت به گفته اکثر فقها کراهت دارد.

## در فقه
از نظر فقهی و حقوقی برده ماهیتی دوگانه دارد. از یک سو به عنوان یک مال و کالا متعلق به شخصی دیگر به نام «مُولی» است و می‌تواند موضوع تمامی اعمال حقوقی ناشی از مالکیت مانند خریدوفروش، هبه، اجاره و توارثباشد؛ که البته این مقررات محدودیت‌هایی هم دارد مثلاً از نظر برخی فقها در هنگام انتقال مالکیت برده نباید فرزندش را از او جدا کرد یا غیرمسلمان نمی‌تواند مالک بردهٔ مسلمان شود. وضعیت خاصی نیز وجود دارد که در آن برده متعلق به چند نفر است.
از سوی دیگر برده به عنوان یک انسان مثل انسان‌های دیگر مشمول حقوق و تکالیف و احکام خاصی است که در بعضی موارد مشابه دیگران و در بعضی موارد متفاوت از آن‌هاست. در عبادات به‌طور کلی تفاوت چندانی بین بردگان و افراد آزاد نیست. از مهم‌ترین تفاوت‌ها این است که برای برخی عبادات نیاز به اجازهٔ مالک خود دارند و برخی واجبات مثل نماز جمعه و جهاد بر آنان واجب نیست. همچنین پوشش بردهٔ زن در هنگام نماز بسیار کمتر از زن مسلمان و به قولی مشابه پوشش مرد است. گروهی هم امامت بردگان را در نماز جایز نمی‌دانند. همچنین برخی عبادات مالی مثل زکات و فطریهٔ او به عهدهٔ مالک است. در زمینهٔ معاملات و قراردادها، چه مالی چه غیرمالی، «حَجْر» برده، مشابه کودکان، دیوانگان و سفها، به عنوان اصل پذیرفته شده‌است. حنفیان و شافعیان معتقدند که برده اصلاً قابلیت تملک مال را ندارد ولی سایر فقهای اهل سنت و بیشتر فقهای امامیه پذیرفته‌اند که بردگان حق تملّک برخی اموال را دارند، اما برای تصرف در آن باید از مالک خود اجازه بگیرند. بر همین اساس بردگان برای اعمالی مثل خریدوفروش، قرض گرفتن یا دادن، اجاره، وصیت، نذر، وکالت، ضمانت، هبه (بخشش) بایستی اجازهٔ مالک را اخذ کنند.

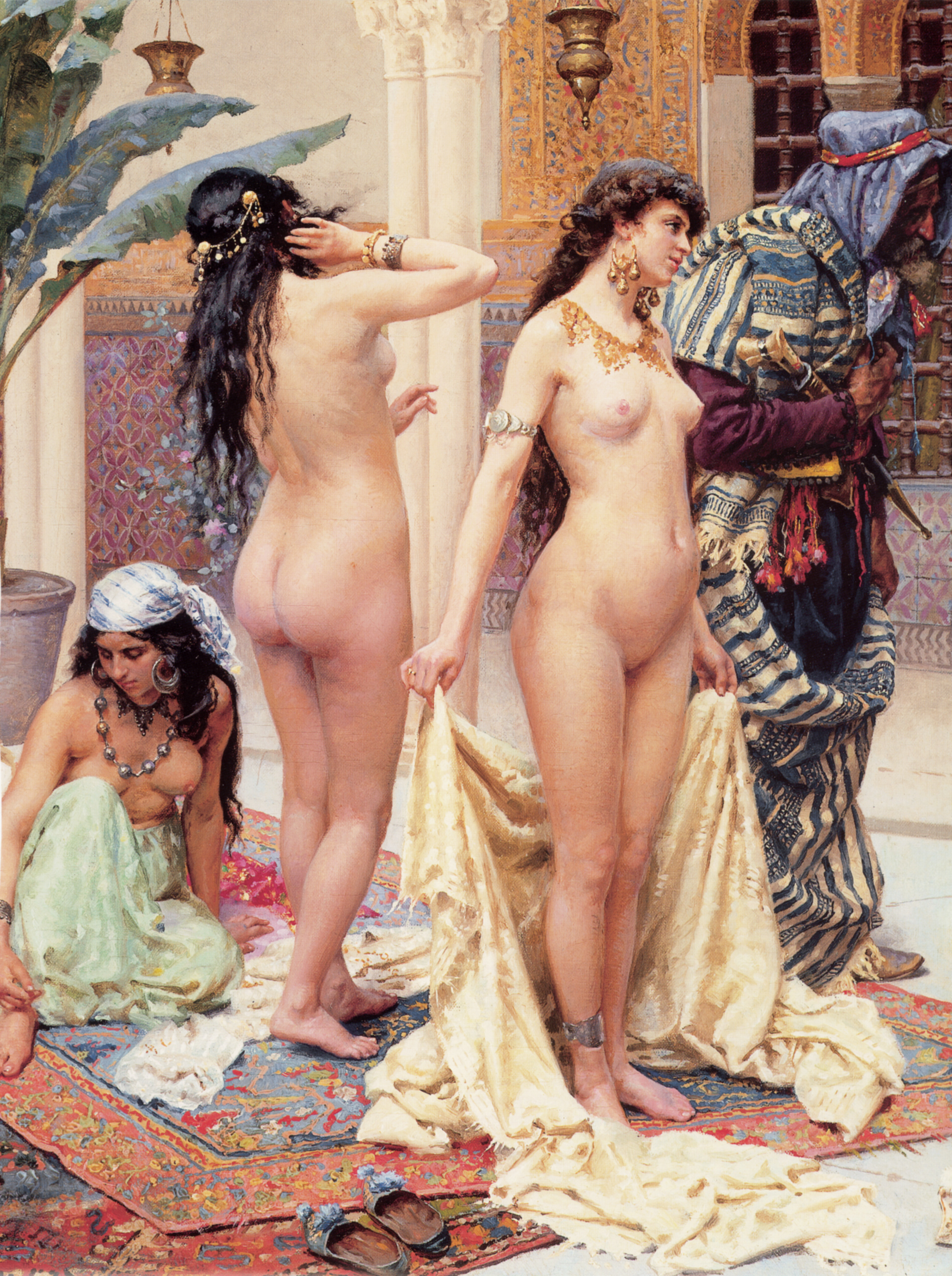
اثر جولیو روزاتی

برای ازدواج برده هم، چه زن و چه مرد، اجازهٔ مالک ضروری است. همچنین مالک برده می‌تواند غلام نابالغ و کنیز (چه بالغ و چه نابالغ) را به عقد دیگری دربیاورد. اما در مورد وجود این اختیار برای غلام بالغ اختلاف است. مذاهب امامیه و مالکی و برخی دیگر ازدواج برده با شخص آزاد را مجاز می‌دانند. چه زن برده با مرد آزاد و چه مرد برده با زن آزاد. اما به‌جز مالکیه بقیه اعتقاد دارند که بردهٔ مرد بیشتر از دو همسر آزاد هم‌زمان نمی‌تواند داشته باشد، هرچند تا چهار همسر برده (کنیز) می‌تواند اختیار کند. حق قسم همسر برده نیز نصف همسر آزاد است. اما از نظر مالکیان تعداد همسران مجاز برای بردگان و حق قسم زوجه برده مشابه اشخاص آزاد است.
مالک بردهٔ زن (ملک یمین) می‌تواند با او آمیزش جنسی داشته باشد، اما با کنیز شوهردار حق آمیزش ندارد مگر در صورت جدایی و گذشتن عده. فرزندان کنیز هم به مالک او ملحق می‌شوند البته شرایط اثبات نسب کنیز با ازدواج تفاوت دارد.

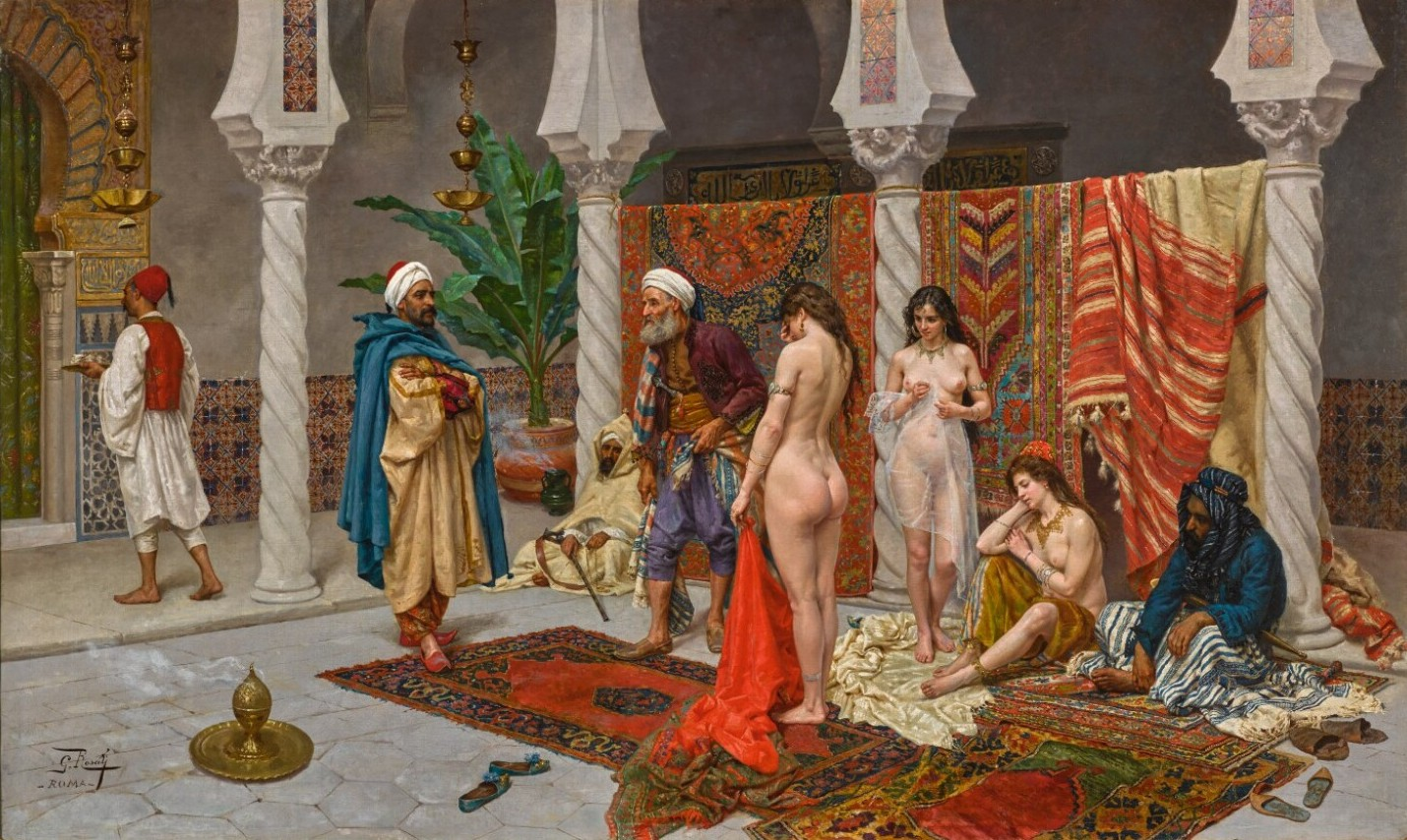
اثر جولیو روزاتی

در بعضی احکام کیفری نیز تفاوت‌هایی بین بردگان و اشخاص آزاد وجود دارد. از جمله در قصاص نفس که از شرایط آن برابری قاتل و مقتول از نظر «حُریَت» است. پس آزاد را نمی‌توان به دلیل قتل عمد برده قصاص کرد و قاتل باید به مالک برده دیه پرداخت کند. مقدار دیه هم قیمت برده‌است، فقهای شیعه گفته‌اند به شرطی که دیهٔ او بیشتر از دیه فرد آزاد نشود و حنفیه گفته‌اند کمی کمتر از دیه فرد آزاد باشد. اما اگر برده‌ای شخص آزادی را بکشد او را می‌توان قصاص کرد. البته شیعیان و مالکیان ولی دم مقتول را مخیر به بردگی گرفتن قاتل یا قصاص او دانسته‌اند. شرایط در جرح عمدی هم مثل قتل عمد است.
همچنین حکم سنگسار که کیفر زنای محصنه است، اصولاً در مورد بردگان قابل اجرا نیست. چون یکی از شرایط «احصان» حریت است. حد جلد نیز برای بردگان نصف افراد آزاد یعنی پنجاه ضربه و حد قذف هم نصف افراد آزاد یعنی چهل ضربه است.

## انواع بردگان

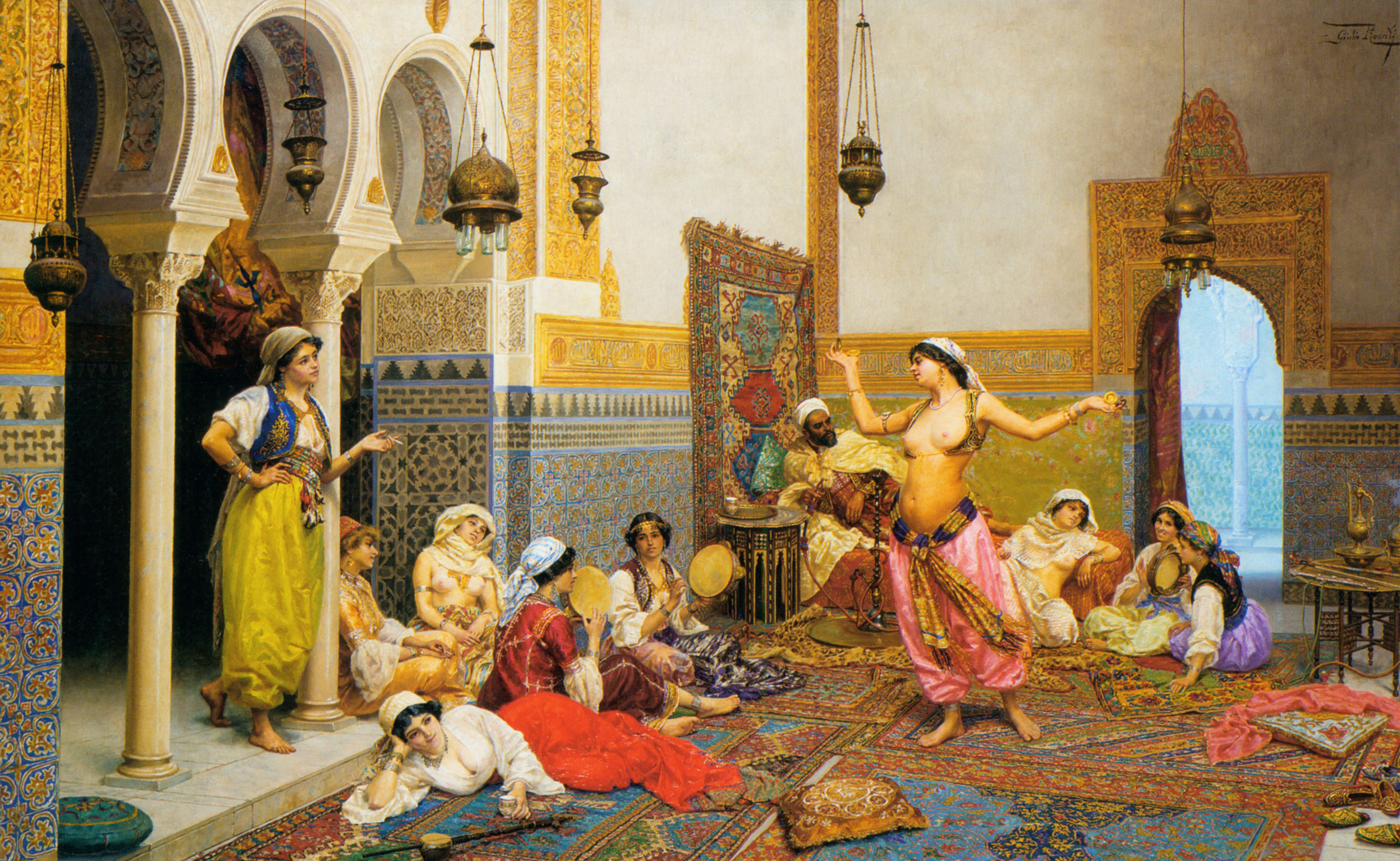
رقص در حرم اثر جولیو روزاتی

قیمت بردگان بر اساس سن، جنسیت، وضعیت و قابلیت‌های جسمانی و نژاد و قومیت آنان تعیین می‌شد. به‌طور کلی بردگان سفید از سیاه و زن از مرد گران‌تر بودند. در سدهٔ پنجم قمری در اندلس گران‌ترین بردگان سفید به ترتیب بربرها، کاتالان‌ها و گالیسی‌ها بودند. بردگان در سدهٔ نهم در اسکندریه به ترتیب تاتارها، چرکس‌ها، یونانیان، صرب‌ها و آلبانیائی‌ها بودند. در بین بردگان سیاه هم بردگان حبشی که پوستی روشن‌تر از بقیهٔ سیاهان داشتند، از بقیه گران‌تر بودند.
قومیت و نژاد بردگان در نوع کارهایی که از آن درخواست می‌شد هم تأثیر داشت. زنان بربر برای کارهای خانگی و آمیزش جنسی و زادوولد بسیار مناسب بودند. زنان زنگی به فرمان‌برداری و نیرومندی و شایستگی برای مراقبت از کودکان معروف بودند. یونانیان برای نگهداری از اموال گران‌بها شایسته بودند.

## برده داری در دوران معاصر

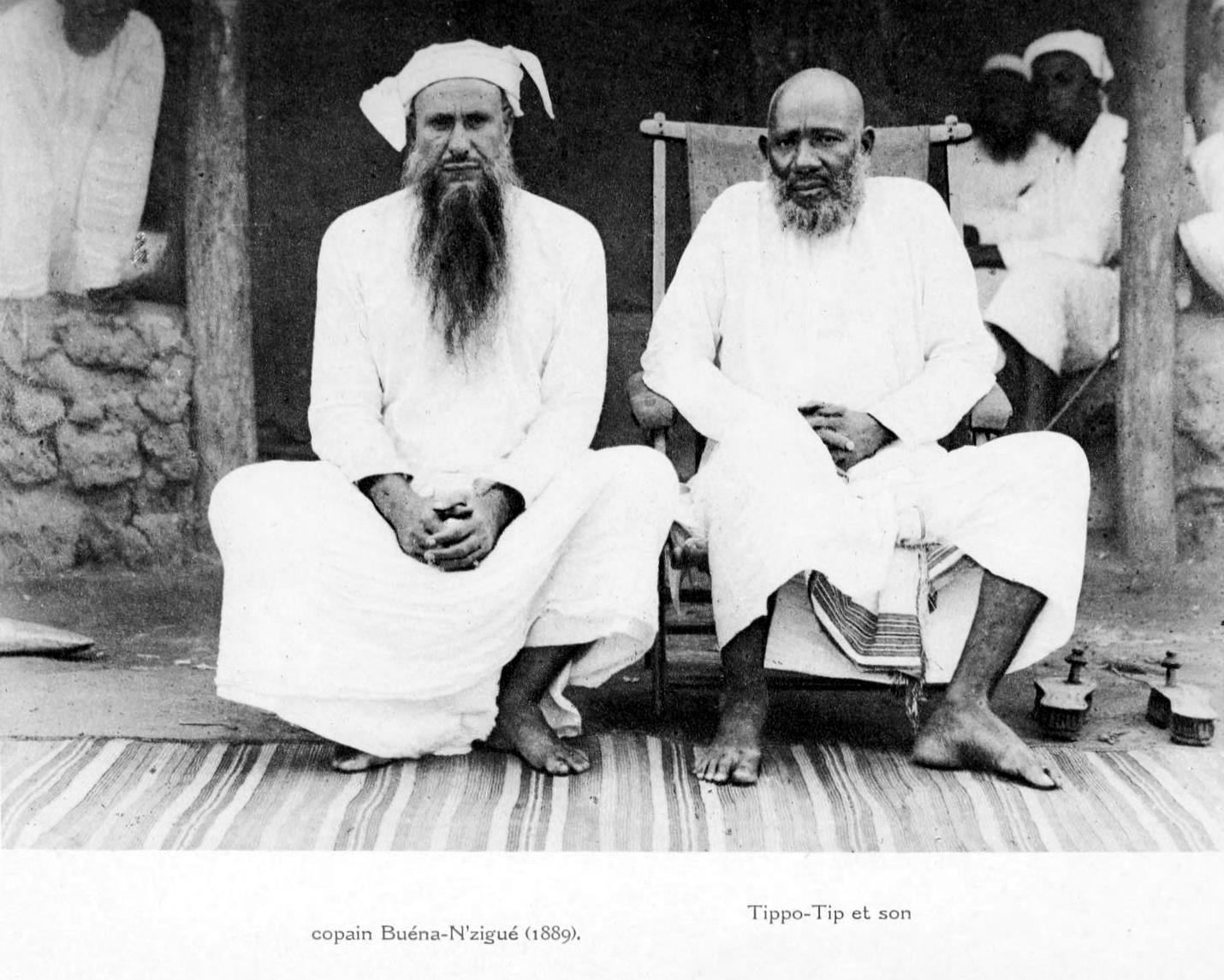
تیپو تیپ،تاجر عاج و برده (راست) و دوستش بوئنا-نزیگو (۱۸۸۹)

برده داری هنوز در برخی کشورهای مسلمان‌نشین آفریقایی رایج است. در موریتانی با اینکه دولت ادعا می‌کند برده‌داری در سال ۱۹۶۰ از بین رفته اما گزارش‌های دیده‌بان حقوق بشر خلاف این را نشان می‌دهد. در سال ۱۹۹۰ بردهٔ چوپانی به نام مصطفی که از مالک خود فرار کرده بود به دیده‌بان حقوق بشر گفته بود که او در خانهٔ اربابش از ممنوعیت برده‌داری مطلع نبوده و این موضوع را از قبایل همسایه شنیده‌است. به همین دلیل برده‌داران اجازه نمی‌دهند تا بردگانشان با بردگان آزادشده یا اقوام سیاه‌پوست دیگر تماس داشته باشند و در صورتی که به چنین موضوعی ظنین شوند آن‌ها را به‌شدت شکنجه می‌کنند. همچنین فرزندان بردگان متعلق به مالک برده هستند و مادر مالکیتی بر فرزند ندارد. ازدواج بردگان فقط با توافق مالکانشان امکان‌پذیر است و حتی اگر زن برده اجازه داشته باشد به خانهٔ شوهرش برود مالک او می‌تواند هر وقت که خواست او را به خانه خود برگرداند. خواسته‌های مالک کنیز همیشه بر شوهر او مقدم است. در سال ۱۹۹۲ یک دختر ۱۴ ساله در نواکشوت از خانهٔ مالکش گریخت و به خانهٔ یکی از خویشاوندانش پناه برد اما پلیس او را دستگیر کرده و دادگاه نیز او را به خانهٔ مالک برگرداند چون او یک کودک بود و کسی را نداشت که حضانت او را عهده‌دار شود. مشروعیت برده‌داری در اسلام امروزی که با قوانین بردهداری صدر اسلام فاصله گرفته‌است ابزار مؤثری نزد مالکان برای توجیه برده‌داری است و بسیاری از قضات دادگاه‌های اسلامی تلاش می‌کنند تا این نهاد را حفظ کنند. تمامی بردگانی که با مقامات دیده‌بان حقوق بشر مصاحبه کرده‌اند بر نقش آموزه‌های مذهبی در توجیه برده‌داری تأکید داشته‌اند. مالکان و رهبران مذهبی با این ادعا که اطاعت از مالک وظیفهٔ شرعی آن‌هاست و این جملهٔ معروف که «راه بهشت در زیر پای صاحب شماست» آن‌ها را به اطاعت از خواسته‌های خود وادار می‌کنند. بردگان همچنین به هیچ‌وجه به مدرسه نمی‌روند. صاحبان بردگان می‌دانند که اگر آن‌ها بخواهند آزاد شوند تحصیلات بهترین سلاح آن‌هاست به همین دلیل علاقه ای به مدرسه رفتن آن ها ندارند.